# El Tule (Jalisco)
El Tule es una localidad del estado mexicano de Jalisco. Es parte del municipio de Tomatlán.

## Demografía
| Gráfica de evolución demográfica |
|                                  |

| Censo | Población |
| ----- | --------- |
| 1950  | 74        |
| 1960  | 239       |
| 1970  | 706       |
| 1980  | 1 547     |
| 1990  | 1 345     |
| 2000  | 1 567     |
| 2010  | 1 498     |
| 2020  | 1 510     |